# Staurastrum hexacerum
Staurastrum hexacerum là một loài Song tinh tảo trong họ Desmidiaceae, thuộc chi Staurastrum.